# Газопереробний завод Амірія
Газопереробний завод Амірія — інфраструктурний об'єкт нафтогазової промисловості Єгипту, який розташований поблизу міста Александрія та працює із продукцією родовищ Західної пустелі Єгипту.

## Загальний опис
У 1970-х роках в Західній пустелі у басейні Абу-Ель-Гарадік почалась розробка однойменного родовища, продукцію якого подали до столичного регіону по трубопроводу до ГПЗ Дашур. Втім, коли наступного десятиліття узялись до експлуатації в тому ж басейні цілого ряду інших родовищ, видобуте з них блакитне паливо вирішили транспортувати на середземноморське узбережжя. При цьому ресурс по трубопроводу BED-3/Абу-Сеннан – Амірія, який став до ладу в 1990 році, надходив до південно-східної околиці александрійської агломерації, де ввели в дію газопереробний завод Амірія. Останній мав одну лінію осушки проектною приймальною здатністю у 9,3 млн м3 на добу, яка мала видавати для подальшого розділення 8,5 млн м3 на добу. Із зазначеного обсягу осушеного газу за проектом повинні були отримувати 360 тон пропан-бутанової фракції (також відома як зріджений нафтовий газ, ЗНГ), 800 барелів конденсату та  7,8 млн м3 товарного газу на добу.
При такому технологічному процесі у товарному газі ще залишалась суттєва кількість гомологів метану, передусім етану. Враховуючи їх цінність для нафтохімічної промисловості, в 2010 році на ГПЗ Амірія ввели в дію установку вилучення фракції С2+, яку після цього передають по трубопроводу довжиною 12 (за іншими даними — 14,5) км та діаметром 300 мм на розташований південніше Газопереробний завод Західної пустелі. Окрім цієї перемички між двома ГПЗ існує трубопровід довжиною 15 км та діаметром 600 мм, за допомогою якого можлива передача товарного газу.
В 2022-му на майданчик заводу по трубопроводу ГПЗ Равен – Амірія подали додатковий ресурс багатого на гомологи метану природного газу, що отримують унаслідок розробки офшорного родовища Равен.
Отриманий після вилучення гомологів метану газ постачається через газорозподільчий вузол Амірія різноманітним споживачам, зокрема, до розташованих на південному заході александрійської агломерації металургійного заводу Al Ezz Dekheila Steel (EZDK, використовує технологію прямого відновленні заліза, яка потребує великих обсягів природного газу), нафтопереробного заводу Amreya Petroleum Refining Company (APRC), теплоенергетичного майданчику Сіді-Крір.